# Jan Šimák
Jan Šimák (* 13. října 1978, Tábor) je český fotbalový záložník a bývalý reprezentant, od jara 2018 hráč klubu TJ Sokol Lom. Mimo ČR hrál v Německu a Rakousku.

## Klubová kariéra
S ligovým fotbalem začínal v Blšanech, kde působil 4 sezóny (dvě v první lize, dvě ve druhé).
Odtud v roce 2000 odešel do tehdy druholigového německého Hannoveru. S týmem postoupil do první Bundesligy a v létě 2002 se stal hráčem Leverkusenu. Do základní sestavy se mu ovšem prosadit nepodařilo a měl neshody s trenérem a spoluhráči. V létě 2003 se vrací na hostování do Hannoveru. Leverkusen v červenci 2004 vypověděl Šimákovi smlouvu a získala jej Sparta Praha, se kterou získal dva ligové tituly. V létě 2005 nepřišel na zahájení přípravy na novou sezonu, protože se v předvečer opil.[zdroj?] Pražský klub mu nabídl pomocnou ruku, prodloužil s ním smlouvu a zajistil protialkoholickou léčbu. S problémy s alkoholem se Šimák potýkal od počátku své fotbalové kariéry. V létě 2007, poté co byl na jaře vyřazen z A-týmu Sparty, přestoupil do německého druholigového klubu FC Carl Zeiss Jena. Pak působil ve VfB Stuttgart, 1. FSV Mainz 05 a opět v FC Carl Zeiss Jena.
Když mu v roce 2012 vypršela s Jenou smlouva (klub navíc sestoupil do 3. ligy), dohodl se v létě 2012 s jihočeským druholigovým klubem FC MAS Táborsko na půlroční smlouvě, poté chtěl ještě zkusit zahraniční angažmá. Působil zde ještě v sezóně 2013/14. V Táborsku nakonec hrál až do srpna 2014. Od září 2014 hostoval v FK Střížkov Praha hrajícím ČFL.
V červenci 2015 se stal hráčem druholigového SK Dynamo České Budějovice.
V červenci 2016 se stal hráčem rakouského USV Atzenbrugg-Heiligeneich z regionální ligy, kam přestoupil jako volný hráč z Dynama České Budějovice. V dubnu 2017 se vrátil do ČR, kde posílil klub TJ Sokol Horní Jiřetín z Krajského přeboru. Nechal se zlákat asistentem trenéra Miroslavem Krimem, jenž je u mužstva asistentem trenéra a kterého zná od dětství.
V létě 2017 přestoupil z Horního Jiřetína do TJ Sokol Chotoviny, které hrají 1.B třídu Jihočeského kraje.
V zimní přestávce dostal nabídku od TJ Sokol Lom,který bojoval na čele 1.A třídy Jihočeského kraje o postup do krajského přeboru. Jaro 2018 tak trávil v dresu Sokola Lom, kde pomohl naplnit cíl vyhrát 1.A třídu a postoupit s Lomem do krajského přeboru.

## Reprezentační kariéra
Za reprezentační mužstvo do 20 let odehrál pouze první poločas přátelského utkání v Prostějově 30. září 1997 s Litvou (výhra ČR 2:0), neskóroval.
S českým národním týmem do 21 let se stal v roce 2000 vicemistrem Evropy. Celkem startoval za „jedenadvacítku“ ve 14 utkáních, zapsal si bilanci 10 výher, 1 remízy a 3 proher. Gól nevstřelil.
V roce 2000 nastoupil ve dvou utkáních České republiky (výběr do 23 let) na Letních olympijských hrách v Austrálii, kde česká reprezentace obsadila se ziskem 2 bodů poslední čtvrté místo v základní skupině C. Šimák nastoupil ve druhém zápase proti Kuvajtu (prohra ČR 2:3, v 68. minutě střídal Radoslava Kováče) a ve třetím zápase proti Kamerunu (remíza 1:1, odehrál celé utkání).
Na kontě má 1 start za reprezentační A-tým, 21. srpna 2002 nastoupil za stavu 2:1 do druhého poločasu přátelského utkání proti Slovensku, zápas hraný v Olomouci skončil vítězstvím ČR 4:1.